# Den hippokratiske ed
Den hippokratiske ed er den første kendte nedskrivning af etiske og kollegiale regler for læger og lægegerning. Eden kaldes også asklepiade-eden. Den indgår i den samling af oldgræske medicinske skrifter, som går under navnet Corpus Hippocraticum, og har ligesom denne navn efter lægen Hippokrates fra Kos (ca. 460 - 370 f.v.t.). Nogle af reglerne i den hippokratiske ed er gyldige den dag i dag (påbuddet om tavshedspligt), medens andre regler er forældede (forbuddet mod at "skære for sten", dvs. fjerne blæresten). En moderne og alment anerkendt udgave af den hippokratiske ed findes i Verdenslægeforbundets Genève-deklaration fra 1948. Eden danner grundlag for det danske lægeløfte og for mange andre lignede løfter.

## Edens ordlyd
I den danske filolog J.L. Heibergs oversættelse er edens ordlyd således:
Idet jeg kalder lægeguden Apollon, Asklepios, Hygaia og Panakeia til vidne samt alle guder og gudinder, sværger jeg at ville holde efter evne og bedste skøn denne ed og kontrakt. Jeg vil agte den, der har lært mig kunsten, lige med mine forældre og dele mit brød med ham og, når han behøver det, yde ham hans fornødenheder. Hans afkom vil jeg agte lige med mine brødre og lære dem denne kunst, hvis de ønsker at lære den, uden honorar og forskrivning. Forskrifter og videnskabelig undervisning og al anden lærdom vil jeg meddele mine og min lærers sønner samt elever, der har sluttet kontrakt og er taget i ed efter lægelaugets lov, men ingen anden. Diætetiske forskrifter vil jeg benytte til de syges gavn efter evne og bedste skøn, og hindre dem, der kan volde skade og fortræd. Selv om jeg opfordres dertil, vil jeg ikke udlevere nogen dødelige gifte eller give noget sådant råd, ej heller give nogen kvinde fosterfordrivende midler. Jeg vil bevare mit liv og min kunst rent og fromt. Jeg vil ikke skære for sten, men overlade det til specialisterne. I de huse, hvor jeg kommer, vil jeg komme til gavn for de syge, idet jeg holder mig fjern fra al bevidst uret og forførelse både i andre henseender og i kønslig, både over for kvinder og mænd, fri og slaver. Hvad jeg ser og hører i min praksis eller uden for praksis i menneskenes liv, hvad som ikke bør komme ud, det vil jeg fortie, idet jeg anser sligt for embedshemmelighed. Når jeg handler efter denne ed og ikke bryder den, så lad det forundes mig at nyde godt både af mit liv og af min kunst, idet jeg nyder anseelse hos alle mennesker til evig tid. Men overtræder jeg den, og bliver ménsvoren, da times det mig det modsatte heraf. 

## Historie
Det vides ikke hvem der oprindelig har forfattet eden eller hvornår. Skriftsamlingen Corpus Hippocraticum menes at være opstået omkring 320 f.v.t. og udgør måske biblioteket fra den lægeskole på Kos, som Hippokrates grundlagde ca. 100 år tidligere. Den tidligste omtale af den hippokratiske ed findes hos den romerske læge og forfatter Scribonius Largus, som levede i det første århundrede e.v.t. De ældste håndskrifter med edens ordlyd stammer fra det 10. århundrede. Siden renæssancen har man betragtet eden som et nøgledokument i lægekunsten, og i 1804 blev den første gang benyttet som ed ved dimissionen af elever fra lægeskolen i Montpellier i Frankrig. Som egentlig ed i den oprindelige ordlyd bruges den ikke mere, men ved mange lægeskoler - især i USA - er det almindeligt, at den oplæses ved dimissions- eller doktorpromotionsceremonier. En moderne version af den hippokratiske ed er Verdenslægeforeningens Genève-deklaration, oprindelig vedtaget på foreningens generalforsamling i Genève i september 1948, og senere ændret nogle gange, sidst i 1983.
Foruden af det danske lægeløfte indgår elementer af eden i Lægeforeningens Etiske regler for læger og Kollegiale regler for læger samt i lovgivningen omkring lægevirksomhed, herunder Autorisationsloven.